# 235 (număr)
235 (două sute treizeci și cinci) este numărul natural care urmează după 234 și precede pe 236 într-un șir crescător de numere naturale.

## În matematică
235:
- Este un număr impar.
- Este un număr deficient.[1][2]
- Este un număr semiprim.[3][4]
- Este un număr harshad.[5][6]
- Este un număr heptagonal.[7][8]
- Este un număr centrat triunghiular,[9][10] fiind astfel un număr figurativ în două moduri.[11]
- Este un număr Smarandache-Wellin.[12]

- Este un număr palindromic.[14] în bazele 4 (32234), 7 (4547), 8 (3538), 13 (15113) și 46 (5546).
- Există 235 de arbori cu 11 noduri neetichetate.[15]
- Dacă un triunghi echilateral este subdivizat în triunghiuri echilaterale mai mici, a căror laturi au lungimea de 1/9 din latura triunghiului inițial, în el există în total 235 de triunghiuri echilaterale de diferite dimensiuni.[16]

## În știință

### În astronomie
- Obiectul NGC 235 din New General Catalogue este o galaxie lenticulară în constelația Balena.
- 235 Carolina este un asteroid din centura principală.
- 235P/LINEAR este o cometă periodică din sistemul nostru solar.

## În alte domenii
235 se poate referi la:
- Uraniu-235 izotopul fisil al uraniului, folosit în prima bombă atomică.